# Teorema de Bézout

Número de puntos de intersección entre dos curvas algebraicas proyectivas, el quadrifolium (azul) de la ecuación de grado 6, y el trifolium (en rojo) de ecuación de grado 4. Hay 24 puntos de intersección, a saber: una intersección en (0,0,1) (en el centro de la figura) de multiplicidad 14, otras cuatro intersecciones visibles en la figura en puntos simples, pero también hay dos puntos de intersección triples en el infinito en coordenadas complejas, (1, i, 0) y (1, -i,0).

El teorema de Bezout, atribuido a Étienne Bézout afirma que dos curvas algebraicas proyectivas planas {\displaystyle C,D} de grados  m y n,  definidas sobre un cuerpo algebraicamente cerrado {\displaystyle k} y sin componente irreductible común, tienen exactamente mn puntos de intersección contados con su multiplicidad.
La forma débil del teorema dice que el número de intersecciones (sin tener en cuenta las multiplicidades) está acotado por {\displaystyle mn}. Es decir, si {\displaystyle F,G} son dos polinomios homogéneos con coeficientes en {\displaystyle k} (con {\displaystyle C=V_{+}(F)} y {\displaystyle D=V_{+}(G)}) de grados respectivos {\displaystyle m,n} y sin ningún factor común, entonces el sistema
admite a lo más {\displaystyle mn} soluciones en el plano proyectivo {\displaystyle P^{2}(k)}.

## Historia
El principio de que una curva con grado n se interseca con una de grado m en nm puntos fue supuesto verdadera por varios matemáticos. El primero en haberlo enunciado parece haber sido Isaac Newton en 1665 en The geometrical construction of equations.
En la geometría de  Descartes,  el cálculo de la tangente de una curva o, equivalentemente, de la recta normal en un punto, se hace mediante la búsqueda de la circunferencia osculatriz en ese punto. El método descrito por Descartes consiste en escribir la ecuación de los círculos que pasan por el punto de la curva y en buscar el de los círculos que no tienen más que un punto de intersección único con la curva.
Desde el comienzo del siglo XVIII, la investigación del número de puntos de intersección de dos curvas planas de ecuaciones cartesianas implícitas {\displaystyle P(x,y)=0}, {\displaystyle Q(x,y)=0} donde P, Q  son dos polinomios de grados respectivos m, n se hace por el método de eliminación de una de las dos variables.
Desde 1720 Maclaurin  conjeturó que «en général, le nombre de points d'intersection est égal à {\displaystyle m\times n}». Léonard Euler examinó la cuestión en algunos casos particulares, pero no consiguió hacer entrar el caso de raíces múltiples en una demostración general. Étienne Bézout fue el primero en demostrar (1764) el enunciado en el cao donde sólo hay raíces simples.
Los matemáticos que fracasaron fue por el problema de no encontrar un método para contar "puntos en el infinito" (recuérdese que el teorema es válido en el plano proyectivo, no en el plano euclídeo).
Un correcto enunciado del teorema de Bezout, con una prueba rigurosa, no se halla hasta pasado la mitad del siglo XIX. Aparentemente, el primero que encontró una buena manera de contar raíces con multiplicidades fue Halphen en 1873.

## Enunciado
Si C y D son curvas algebraicas y {\displaystyle P\in C\cap D}, el número de intersección entre C y D en P es intuitivamente la cantidad de derivadas en las que coinciden ambas curvas en ese punto. Por ejemplo, si las tangentes de C y D en P no coinciden entonces {\displaystyle I_{P}(C,D)=1}, si las tangentes coinciden entonces {\displaystyle I_{P}(C,D)\geq 2}.
Decimos que dos curvas C y D no tienen factores en común si el máximo común divisor entre los polinomios que definen a las curvas es 1.
```
Teorema:
 Si 
C
 y 
D
 son curvas de grado 
m
 y 
n
 sin factores en común entonces 

  

    

      

        

          
∑

          

            
P

            
∈

            
C

            
∩

            
D

          

        

        

          
I

          

            
P

          

        

        
(

        
C

        
,

        
D

        
)

        
=

        
m

        
⋅

        
n

        
.

      

    

    
{\displaystyle \sum _{P\in C\cap D}I_{P}(C,D)=m\cdot n.}

  

```

Los puntos de la intersección son en el plano proyectivo.